# NGC 5613
NGC 5613 أو إن جي سي 5613 هي مجرة محدبة (نوع S0a) في كوكبة العواء. وهي جزء من مجموعة آرب 178 من المجرات المتفاعلة، بجانب NGC 5614 وNGC 5615.